# Médaille des réservistes volontaires de défense et de sécurité intérieure
La médaille des réservistes volontaires de défense et de sécurité intérieure (MRV-DSI) est une décoration civile et militaire française. Elle remplace la médaille des services militaires volontaires à compter du 4 juillet 2019.

## Généralités
Créée par le décret no 2019-688 du 1er juillet 2019, la médaille des réservistes volontaires de défense et de sécurité intérieure est destinée à récompenser la fidélité de l'engagement et les services accomplis :
- dans la réserve opérationnelle militaire ;
- dans la réserve civile de la Police nationale ;
- dans la réserve citoyenne de défense et de sécurité ;
- dans la réserve citoyenne de la Police nationale.

Elle peut être également décernée aux personnes œuvrant au profit des réserves ou ayant favorisé l'engagement ainsi que l'accomplissement des missions des volontaires.

### Échelons
Cette décoration comporte 3 échelons :
- échelon bronze pouvant être décerné après 3 ans de réserve ou, pour les réservistes opérationnels ou civils, après 37 jours d'activités[3] ;
- échelon argent pouvant être décerné après 10 ans de réserve ou, pour les réservistes opérationnels ou civils, après 185 jours d'activités ;
- échelon or pouvant être décerné après 15 ans de réserve ou, pour les réservistes opérationnels ou civils, après 370 jours d'activités.

Elle peut être également attribuée, à titre exceptionnel, pour la qualité particulière des services rendus ou aux réservistes tués ou blessés dans l'accomplissement de leur mission.

### Agrafes
La médaille des réservistes volontaires de défense et de sécurité comporte une agrafe permettant de différencier la réserve pour laquelle elle a été attribuée :
- « Garde nationale » pour les réserves opérationnelles, militaire et civile de la Police nationale et pour les personnes œuvrant au profit des réserves ;
- « Réserve citoyenne » pour les réserves citoyennes ;
- « Partenaire de la Garde nationale » pour les  personnes ayant favorisé l'engagement ainsi que l'accomplissement des missions des volontaires (échelon or uniquement).

### Port de la médaille des services militaires volontaires et de la médaille des réservistes volontaires de défense et de sécurité intérieure
Le décret no 75-150 du 13 mars 1975 relatif à la médaille des services militaires volontaires a été abrogé. Toutefois, les titulaires de cette décoration en conservent le bénéfice et sont éligibles à la médaille des réservistes volontaires, pour un échelon supérieur à celui détenu dans les services militaires volontaires. La médaille des réservistes volontaires se substitue alors à la médaille des services militaires volontaires détenue. Ainsi, le port simultané de la médaille des services militaires volontaires et de la médaille des réservistes volontaires de défense et de sécurité n'est pas autorisé.

## Description
Les rubans sont :
- pour le bronze : bleu outremer, traversé d'une raie rouge foncé ;
- pour l'argent : ruban identique mais liseré blanc de chaque côté ;
- pour l'or : ruban identique au bronze mais liseré jaune de chaque côté.

La médaille est ronde, de 32 mm, avec d'un côté un profil de la République et de l'autre côté, l'inscription « Réserviste volontaire de défense et de sécurité intérieure ».
| Bronze                        | Bronze                        | Argent | Or                            |
| Avers                         | Revers                        | Argent | Or                            |
| ----------------------------- | ----------------------------- | ------ | ----------------------------- |
|                               |                               |        |                               |
|                               |                               |        |                               |
| Avec agrafe : GARDE NATIONALE | Avec agrafe : GARDE NATIONALE |        | Avec agrafe : GARDE NATIONALE |